# Richard Oswald
Pour les articles homonymes, voir Oswald.
Richard Oswald, pseudonyme de Richard W. Ornstein, né le 5 novembre 1880 à Vienne, mort le 11 septembre 1963 à Düsseldorf, est un cinéaste, producteur et scénariste autrichien.

## Biographie
Ornstein fut tout d’abord acteur sur la scène de la capitale autrichienne. Il fit ses débuts de metteur en scène à l’âge de 24 ans, avec une œuvre intitulée La Croix de fer (Das Eisene Kreuz) en 1914. En 1916, Oswald monta sa propre compagnie de production en Allemagne, rédigeant et mettant en scène la plupart des films. Avant 1920, il adapta des classiques de la littérature, Le Portrait de Dorian Gray (1917), Peer Gynt (1918), et Le Tour du monde en quatre-vingts jours (1919). Il réalisa ainsi plus d'une centaine de films, dont Différent des autres, un film sur l'homosexualité, qui fut interdit.  
Une partie de la critique considère qu'il fut plus prolifique que talentueux, mais des œuvres comme Histoires fantastiques (de) (Unheimliche Geschichten), un film d'horreur produit par Gabriel Pascal qui date de 1932 est considéré aujourd'hui comme un classique du genre. 
D'origine juive, Oswald fut contraint de fuir l'Allemagne nazie, se réfugiant tout d'abord dans la France occupée, puis aux États-Unis. Sa dernière œuvre, Le Faiseur (1949), adapte une pièce de théâtre d’Honoré de Balzac, avec notamment  Charles Ruggles, Alan Mowbray, et Buster Keaton.

## Filmographie

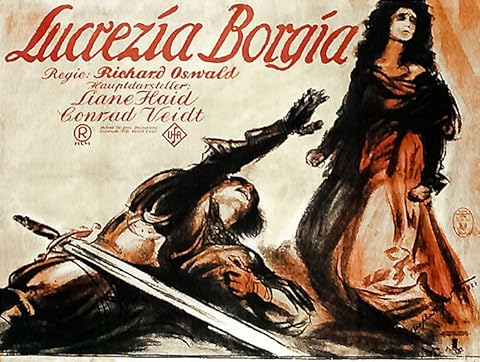
Affiche de Lucrèce Borgia (1922).

### Réalisateur
- 1914 : La Croix de fer (en) (Das eiserne Kreuz)
- 1914 : Ivan Koschula (de)
- 1914 : Le Moulin silencieux (de) (Die Geschichte der stillen Mühle)
- 1915 : Lache, Bajazzo!
- 1915 : Die Sage vom Hund von Baskerville (de)
- 1915 : Der Hund von Baskerville, III. Teil: Das unheimliche Zimmer (de)
- 1915 : Der Hund von Baskerville, IV. Teil: Der geheimnisvolle Hund (de)
- 1915 : Und wandern sollst du ruhelos … (de)
- 1915 : Dämon und Mensch (de)
- 1915 : Die verschleierte Dame (de)
- 1915 : Hampels Abenteuer (de)
- 1915 : Das Laster (de)
- 1915 : Schlemihl (de)
- 1915 : Der Fund im Neubau (de)
- 1916 : Hoffmanns Erzählungen (de)
- 1916 : Nuit d'horreur (Nächte des Grauens), coréalisé avec Arthur Robison
- 1916 : Die Rache der Toten (de)
- 1916 : Die silberne Kugel (de)
- 1916 : Seine letzte Maske (de)
- 1916 : Das unheimliche Haus (de)
- 1916 : Freitag, der 13. Das unheimliche Haus, 2. Teil (de)
- 1916 : Der chinesische Götze (de)
- 1916 : Zirkusblut (de)
- 1917 : Que la lumière soit (Es werde Licht!)
- 1917 : Das Bildnis des Dorian Gray (de)
- 1917 : Des Goldes Fluch (de)
- 1917 : Königliche Bettler (de)
- 1917 : Der Schloßherr von Hohenstein (de)
- 1917 : Rennfieber (de)
- 1917 : Die Seeschlacht
- 1918 : Le Doute perpétuel (de) (Der ewige Zweifel)
- 1918 : Der lebende Leichnam (de)
- 1918 : Henriette Jacoby
- 1918 : Journal d'une fille perdue (Das Tagebuch einer Verlorenen)
- 1918 : Das Dreimäderlhaus
- 1918 : Jettchen Geberts Geschichte (de)
- 1918 : Das Kainszeichen (de)
- 1919 : Prostitution (Die Prostitution)
- 1919 : Die Arche (de)
- 1919 : Différent des autres (Anders als die Andern)
- 1919 : Die Reise um die Erde in 80 Tagen (de)
- 1919 : Cauchemars et Hallucinations (de) (Unheimliche Geschichten)
- 1919 : Die letzten Menschen (de)
- 1920 : Nachtgestalten (de)
- 1920 : Der Reigen
- 1920 : Das vierte Gebot (de)
- 1920 : Manolescus Memoiren (de)
- 1920 : Kurfürstendamm (de)
- 1920 : Die Geheimnisse von London (de)
- 1921 : Die Liebschaften des Hektor Dalmore (de)
- 1921 : Das Haus in der Dragonergasse (de)
- 1921 : Lady Hamilton
- 1922 : Lucrèce Borgia (de) (Lucrezia Borgia)
- 1924 : Sous l'Inquisition (Carlos und Elisabeth)
- 1925 : Lumpen und Seide (de)
- 1925 : Die Frau von vierzig Jahren (en)
- 1925 : Halbseide (de)
- 1925 : Vorderhaus und Hinterhaus (de)
- 1926 : Dürfen wir schweigen? (de)
- 1926 : L'Auberge du Cheval-Blanc (de) (Im weißen Rößl)
- 1926 : Als ich wiederkam (de)
- 1926 : Wir sind vom K. u. K. Infanterie-Regiment (de)
- 1926 : Une folle nuit (de) (Eine tolle Nacht)
- 1927 : Feme (de)
- 1927 : Gehetzte Frauen (de)
- 1927 : Funkzauber
- 1927 : Dr. Bessels Verwandlung (de)
- 1928 : Villa Falconieri
- 1928 : Die Rothausgasse
- 1929 : Cagliostro
- 1929 : C'est le printemps (de) (Frühlings Erwachen)
- 1929 : Die Herrin und ihr Knecht (de)
- 1929 : Le Chien des Baskerville (Der Hund von Baskerville)
- 1929 : L'Amante légitime (de) (Ehe in Not)
- 1930 : Alraune (de)
- 1930 : Vienne, Ville des chansons (de) (Wien, du Stadt der Lieder)
- 1930 : Die zärtlichen Verwandten (de)
- 1930 : L'Affaire Dreyfus (Dreyfus)
- 1931 : 1914, fleurs meurtries (1914, die letzten Tage vor dem Weltbrand)
- 1931 : Le Rêve de Schubert (de) (Schuberts Frühlingstraum)
- 1931 : Le Capitaine de Köpenick (de) (Der Hauptmann von Köpenick)
- 1931 : Le Banquier et la Dactylo (de) (Arm wie eine Kirchenmaus)
- 1931 : Victoria et son hussard (de) (Viktoria und ihr Husar)
- 1932 : La Comtesse Maritza (Gräfin Mariza)
- 1932 : Histoires extraordinaires (de) (Unheimliche Geschichten)
- 1933 : Honneur de bandit (de) (Ganovenehre)
- 1933 : Fleur d'Hawaï (de) (Die Blume von Hawaii)
- 1933 : Symphonie d'amour (Abenteuer am Lido)
- 1933 : Jeunesse, à toi le monde (de) (Wenn du jung bist, gehört dir die Welt)
- 1933 : Une chanson fait le tour du monde (de) (Ein Lied geht um die Welt)
  - 1934 : My Song Goes Round the World (de) (version anglaise)
- 1934 : Bleeke Bet (nl)
- 1935 : Le Plus Beau Jour de ma vie (de) (Heut’ ist der schönste Tag in meinem Leben)
- 1938 : Tempête sur l'Asie (Sturm über Asien)
- 1942 : L'Île des disparus (en) (Isle of Missing Men)
- 1945 : Le Capitaine de Köpenick (en) (The Captain from Köpenick)
- 1949 : Le Faiseur (The Lovable Cheat)

### Producteur
- 1918 : Peer Gynt (de) de Victor Barnowsky (de)
- 1920 : Ewiger Strom de Johannes Guter